# Courtney Love
Courtney Love (sz. Courtney Michelle Harrison) (San Francisco, Kalifornia, 1964. július 9. –) amerikai rockénekes és színésznő. A Hole együttes frontembereként és Kurt Cobain özvegyeként ismert.

## Gyermekkora
Courtney Love 1964. július 9-én született Courtney Michelle Harrison néven, Hank Harrison és Linda Carroll (az író Paula Fox lánya), ír és zsidó ősöktől, San Franciscóban, ahol a szülei először találkoztak, és összeházasodtak. Love utazással töltötte gyerekkorát édesanyjával, többek között Új-Zélandon, Ausztráliában, és Oregonban fordult meg. Tinédzserként Courtney punk-ot és "new wave"-et hallgatott.
Visszavágyott az Egyesült Államokba, ott akarta hagyni Portlandet, Oregont, miközben elkezdett zenélni. Love sztriptíztáncosnőként kereste meg a pénzét. Első rockzenész barátja kiskorúként Rozz Rezabek volt, akivel hosszú szerelmes leveleket írtak egymásnak. Love több interjúban azt mondta, hogy nem Rozz vette el a szüzességét; azt állítja, hogy első szexuális élménye egy egyéjszakás kaland volt Michael Mooney-val, egy Echo & the Bunnymen nevű banda volt gitárosával, aki később zenei pályafutását a Spiritualized nevű együttesben folytatta.
Love folytatta utazásait, immár egyedül, elhagyva Portlandet Japánért, aztán azt Írországért. A nyolcvanas évek elején Angliába utazott, ahol idejét a Liverpool Post-Punk színhelyén töltötte. Itt összebarátkozott Julian Cope-pal a The Teardrop Explodesból, és liverpooli otthonába költözött. Cope életrajzában, a Head-onban említi Courtney nevét, és "a kamasz"-nak titulálja.

## Zenei karrier
Love zenei pályáját a Faith No More frontemberének segítségével kezdte. Roddy Bottum „nem demokratikus”-nak jellemezte a bandát, mondván, hogy Courtney elméletei dominálnak, amik nem állnak jól az együttesnek. A két művész máig megmaradt barátnak, napjainkban az Adam & Steve című film egy zenéjén dolgoznak.
22 évesen Love visszaköltözött Portlandbe, ahol barátnőjével, Kat Bjellanddal megalapította Sugar Babydoll nevű zenekarát. Ebben az időben Love és Bjelland hasonlóan kezdett öltözködni, kihívó „babydoll”-okat viselni, hidrogénszőke frizurával, széttépett harisnyákkal, gyakran erős, elkenődött sminkkel. Egy veszekedés kettejük között hozta elő ezt az általuk „tervezett” divatot, amit később „Kinderwhore” néven neveztek el. Love azt állította egy interjúban, hogy a stílust Christina Amphlettről, az 1980-as évekbeli ausztrál rock csapat Divinyls énekesnőjéről „másolta”.
Miután 1985-ben San Franciscóba költöztek, Love és Bjelland The Pagan Babies névvel bandát alapítottak Deidre Schletter dobossal és Janis Tanaka basszusgitárossal. A banda egy négy számból álló demót vett fel, majd kidobta a bandából Courtneyt és átnevezte magát az Italian Whorenuns névre. Végül Minneapolis-ban, Bjelland megalapította leghosszabb életű csapatát a Babes in Toylandot: Courtney rövid ideig basszer volt, de kirúgták a bandából. Love korábban szerzett sikert színészként, feltűnt Nancy Spungen legjobb barátjaként az Alex Cox Sid Vicious Sid and Nancy-ben 1986-ban, és Cox Straight to Hell mozijában 1987-ben, továbbá tévés sorozatokban néhány kis szerepben.
1989-ben Courtney egyedül tanult meg gitározni és elhatározta, hogy saját bandát alapít. Ezért egy apróhirdetést írt a Flipside-ba amire Eric Erlandson válaszolt. Love és Erlandson megalapították a Hole-t és ők ketten maradtak állandó tagok az együttes történetében. Első koncertjüket 1989 novemberében tartották, három hónap próba után, és gyorsan forgalomba hozták kislemezüket Long Beach-en egy autonóm kiadónál, (Sympathy for the Record Industry). A banda debütáló albuma a Pretty on the Inside volt amit 1991-ben adott ki a Caroline Records a Sonic Youth énekesének Kim Gordonnak és Don Flemingnek (Gumball) bemutatásával. Jól eladható lemezzé vált, pozitív kritikákat visszhangoztatott, elragadtatta a Brit alternatív zenei magazinokat. Eközben Courtney több befolyásos személlyel kötött barátságot az alternatív rock zenészei közül, beleértve Michael Stipe-ot a R.E.M.-ből és Billy Corgant a Smashing Pumpkins-ból (akivel időnként randevúzott).

## Házasság
Love és Kurt Cobain a Nirvana grunge zenekar által találkoztak 1991-ben. Love-nak tetszett az énekes, ahogy magyarázza, "Csak úgy gondoltam, hogy ő nagyon helyes volt." Love nem messze élt Los Angeles-ben egy apartmanban, ahol a banda tartózkodott második albumuk, a Nevermind készítése alatt, miközben valami kibontakozott Kurt és Courtney között. Nem sokkal miután járni kezdtek, Cobain nem találkozott Love-val és nem vette tudomásul annak közeledését, mert nem volt biztos abban, hogy folytatni akarja ezt a kapcsolatot. Cobain azt írta: "Határozottan csak egy parti voltam pár hónapig [...] de nagyon kedveltem Courtney-t és igen nehéz volt őt hónapokig mellőzni."
Love és a Nirvana dobosa, Dave Grohl barátok voltak, Love fel szerette volna hívni őt, hogy rábírja, a Nevermind 1991-es turnéja alatt beszéljen Kurttel róla. Egy évvel később a Hole és a Nirvana együtt turnézott Európában. 1992. február 24-én Love és Cobain összeházasodott a Waikiki Beach-en, Hawaii -on. Hat hónappal később, augusztus 18-án megszületett a házaspár lánya, Frances Bean Cobain.
1994. április 8-án négy nappal a Hole Live Through This című lemezének bemutatása előtt Kurt Cobain holttestére találtak Seattle-i otthonukban.
Cobain halála után Love a Nirvana pénzéből 98%-ot örökölt, míg az együttes többi tagjai, Krist Novoselic és Dave Grohl csak 2%-ot kapott. 2006-ban kiderült, hogy Love 25%-ot adott el több mint 50 millió dollárért.

## ALive Through Thisturné 1994
A zenekart újabb katasztrófa sújtotta, mikor a basszusgitáros Kristen Pfaff meghalt látszólagos herointúladagolásban 1994. június. 6-án, épp két hónappal Cobain halála után és az új album megjelenésekor. Néhány hónappal később Love azt nyilatkozta az MTV riporterének, Kurt Loder-nek, "tudod… az emberek visszamennek dolgozni. Ez az, amit én is teszek. Meg kell élnem valamiből." A Hole új tagot vett fel a bandába, a 22 éves basszert, Melissa Auf der Maur-t (Corgan ajánlására), hogy kitöltse Kristen helyét a csapatban, Melissa feltűnik a Reading Festival-on Angliában. A zenekar fellépését John Peel így jelentette be a The Guardian rádióban:
" Courtney első megjelenése a színfalak mögött bizonyára nagy figyelmet keltett. Ide-oda dülöngélt, a rúzs elkenődött az arcán, a kezein, és azt hiszem a hátán is, a ruhája gallérján, az énekesnő ha látja, elájult volna a csodálkozástól. Egy pár szó után elfordult, és eltűnt. Percekkel később visszajött a színpadra és olyan előadást tartott,
ami közel járt a heroi… Love-hoz. Irányította az együttest, szinte kordában tartotta, amit mostanában is elmondhatnak róla. a zenekar akkor a káosz szélén állt, akkor olyan feszültséget éreztem, amit azelőtt színpadon még sosem."
Eközben, a Live Through This akkora sikert aratott a piacon, hogy a Rolling Stone, a Spin és a Village Voice kitüntették az "Év albuma" címmel, aztán novemberben arany, 1995 áprilisában pedig platinalemez lett.A Hole következőleg beszállt egy turnéba a Nine Inch Nails-sel.

## ACelebrity Skinkorszak 1996–2000
Love elfogadta a nagy szerepet, mint Larry Flynt (Woody Harrelson) felesége, Althea, a Larry Flynt, a provokátorban. Szerepléséért Courtney Golden Globe jelölést kapott a legjobb drámai színésznő címre.
Ebben az időben Love Edward Nortonnal járt, akivel később összeházasodtak. Courtney-nak ez a négyéves kapcsolata volt a leghosszabb, de a házasság után végül elváltak.
1998-ban, a Hole megjelentette a Celebrity Skin című lemezüket. A Rolling Stone négy csillagos osztályzatot adott, az ötből, mondva „az album tele van olyan szövegekkel, amik mindenféle sztártípust bemutatnak. Ez elérhető, szenvedélyes és bizalmas–gyakran mindhárom egyszerre…” A Celebrity Skin multi-platinum lemez lett, és a "Best of Year"(az év legjobbjai) listákat vezette a Spin, a Village Voice, és más magazinokban.
Erlandson még mindig szólógitáros volt, de most Melissa Auf Der Maur volt a vokálos és basszer, míg a dobos Patty Schemel helyére egy másik dobos került a felvétel idejére.
Love készítette a Fender alacsony árú Squier-ét, az ő „személyes gitárirányzatát” A Vista Venus (amit Cobain tervezett 1994-ben, volt a Fender Jag-Stang mintája). A hangszer jellegzetessége az alakja, amelyez Mercury Stratocastere és Rickenbacker szolidtestűi inspiráltak. 1999 elején egy interjúban Love azt mondta a Vénuszról: "Olyan gitárt akartam, ami igazán forrón és keményen hangzik, de amit kértem, az csak mocskosan szól (…) És valami, ami még az első bandád gitárja is lehet. Nem akarom az egészet technizálni. Tényleg egyszerűt akartam, mindössze egyetlen pickuppal. Mert úgy gondolom, hogy a kulturális átalakulás a zenészek kezében van".
Még azt is mondta: „az én Venusom jobb, mint a Jag-Stang". The Squier Vista Venus modell gyártása most le van állítva, mint ahogy a 2006-os Jag-Stangé.
A Hole 1999-ben, Ausztráliában turnézott, hogy népszerűsítse az albumot, miután az Egyesült Államokban meghiúsult a turné Marilyn Manson-al. A két banda gyakran gúnyolta egymást a színpadon, a Hole megszakította a turnét, idézve a szerződésüket, miszerint a Hole 50%-ot fizet Manson szerepléséért. Mindkért énekes azt nyilatkozta az MTV-nek, hogy nem voltak személyes problémáik egymással, és boldogak voltak, hogy befejezik a turnét.
2000 májusában Love beszélt a New York at the Digital Hollywood online szórakozás konferencián, beszédében kritizálta a fő amerikai kiadási szabályokat. A beszédet újra elmondta a Salon.com-nak, és ez volt egy ideig a legnépszerűbb cikkük.
A Hole összezavarodott, mert Love belekezdett egy "feminista punkrock szuperbandába", a Bastard-ba 2001 nyarán/őszén, toborozva Schemelt, a Veruca Salt frontemberét, Louise Postot, és a basszer Gina Crosleyt. Míg a demó elkészült, a project sosem vezetett eredményre: a konfliktusok Love és Crosley között, és Love és az áthelyezett dobos, Corey Parks (Nashville Pussy) között tönkretették a zenekart. Május 24-én 2002-ben a Hole bejelentette, hogy feloszlanak, pereskedésük közepette az Universal Music Group-al.

## America's Sweetheart2001–2004
"Meg kell, hogy védjenek," Nyilatkozta Love a Rolling Stone magazin szerkesztőjének, Neil Straussnak egy interjún 2004 májusában. ("I need to be fucking saved.")
2003 október másodikán Courtneyt Los Angelesben letartoztatták, mert betörte exbarátja és producere Jim Barber otthonának ablakait. Barber nem támasztotta alá a vádakat (Love azt állítja, kifizette), de a rendőrség bizonyítékokkal rendelkezett. Óvadék ellenében elengedték, de pár óra múlva kórházba szállították Oxycontin túladagolás miatt. Nyolc nappal később Frances Bean Cobaint a Los Angeles-i gyámhatóságra vitték, és ideiglenessen Wendy O’Connornál, Kurt Cobain édesanyjánál helyezték el.
Az orvosok 72 órás megfigyelés alatt akarták tartani az énekesnőt, aki azt mondta, hogy most képes végigcsinálni a rehabilitációt. Mikor Love nem jelent meg, az ügyvédje kibocsátott egy nyilatkozatot, hogy újra vizsgálják át a rendőrség toxikológiai jelentését. A nyilvánosság előtt Love tagadta a vádakat, és azt is, hogy túladagolta magát. Ám a rendőrség megállapította, hogy Lovenak Oxycontin Hydrocodon volt a tulajdonában.
2003-ban Courtney továbbra is tagadta a gyógyszer-vádakat. 2004, februárjában letartóztatási parancsot bocsátottak ki, miután Love nem jelent meg egy tárgyaláson. A parancsot csak február 18-án törölték el, mikor az énekesnő váratlanul megjelent egy tárgyaláson. Éppen 8 nappal korábban adta ki első szólóalbumát, az America’s Sweetheartot. Az album kereskedelmi fogás volt, és a médiában vegyes kritikákat kapott. A felvételek Love drogrehabilitációja idején készültek, és alatta fejeződtek be.
Ezen időszak alatt becslések szerint 20 millió dollárt, ami Love és a lányáé volt, látszólag egy olyan ügyre költötték, amit még mindig vizsgál a FBI. Courtney Love azt mondta az ügyről, hogy „pokoli időszak” volt az életében.
2004 elején Love felvette új albumának első pár számát, felvette a kapcsolatot a Hole exdobosával, Samantha Maloneyval, és megkérte, hogy utazzon Franciaországba és doboljon az albumon.
2005 januárjában Courtney próbaidőre visszakapta a felügyeleti jogot lánya fölött amit 2003 októberében vesztett el, miután részt vett egy rehabilitáción.
2005. Augusztus 19-én Love bevallotta, hogy drogokkal élt a próbaidő alatt. Egy 28 napos elvonó programot kért egy bírótól, amit ismét nem tudott végigcsinálni.

## Nobody's daughter és a Hole újraegyesülése (2009–2010)
2005 júniusában, 3 hónappal az elvonó után, elkezdték rögzíteni a második szólóalbumát, Nobody's Daughter címmel. Egy anti-kokain dalt, a 'Loser Dust'- ot még néhány dalával együtt a rehabon írt. a 4 Non Blondes énekese, Linda Perry producerként kezdett dolgozni az albumon és ajánlót is írt hozzá.
2009. június 17-én a Hole bejelentette újraegyesülését és egy új lemez kiadását, ami Courtney 'Nobody's daughter'albumának befejezett változata volt. A lemezt 2010 áprilisában adták ki.

## Díjak
| Év   | Díj                                     | Kategória                                                               | Film                      |
| ---- | --------------------------------------- | ----------------------------------------------------------------------- | ------------------------- |
| 1996 | New York Film Critics Circle Awards     | Best Supporting Actress                                                 | Larry Flynt, a provokátor |
| 1996 | Boston Society of Film Critics Awards   | Best Supporting Actress                                                 | Larry Flynt, a provokátor |
| 1997 | Golden Satellite Awards                 | Best Performance by an Actress in a Supporting Role in a Motion Picture | Larry Flynt, a provokátor |
| 1997 | Chicago Film Critics Association Awards | Most Promising Actress                                                  | Larry Flynt, a provokátor |
| 1997 | Florida Film Critics Circle Awards      | Best Supporting Actress                                                 | Larry Flynt, a provokátor |
| 2001 | L.A. Outfest: Grand Jury Award          | Outstanding Actress in a Feature Film                                   | Julie Johnson             |

## Stúdióalbumok
| Év   | Információ                                                                     | Toplista helyezések | Toplista helyezések | Toplista helyezések | Toplista helyezések | Toplista helyezések | Toplista helyezések | Toplista helyezések | Eladások |
| Év   | Információ                                                                     | U.S.                | UK                  | AUS                 | FRA                 | NZ                  | SWE                 | AUT                 | Eladások |
| ---- | ------------------------------------------------------------------------------ | ------------------- | ------------------- | ------------------- | ------------------- | ------------------- | ------------------- | ------------------- | -------- |
| 2004 | America's Sweetheart - Kiadás napja: 2004. február 10. - Kiadó: Virgin Records | 53                  | 56                  | 40                  | 85                  | 26                  | 13                  | 62                  | 260 000  |
|      | Nobody's Daughter - Várható kiadás: 2008 tavasza (az Egyesült Államokban)      |                     |                     |                     |                     |                     |                     |                     |          |

## Filmográfia

### Film
| Év   | Magyar cím                | Eredeti cím                                               | Szerep                                        | Magyar hang      |
| ---- | ------------------------- | --------------------------------------------------------- | --------------------------------------------- | ---------------- |
| 1984 |                           | Club Vatican                                              | lány                                          | rövidfilm        |
| 1986 | Sid és Nancy              | Sid and Nancy                                             | Gretchen                                      |                  |
| 1987 | Egyenesen a pokolba       | Straight to Hell                                          | Velma                                         | Makay Andrea     |
| 1988 | Taplófejek                | Tapeheads                                                 | Norman elfenekelője (stáblistán nem szerepel) |                  |
| 1996 | A graffiti királya        | Basquiat                                                  | Big Pink                                      | Spilák Klára     |
| 1996 | Féktelen Minnesota        | Feeling Minnesota                                         | Rhonda, pincérnő                              | Tátrai Zita      |
| 1996 | Larry Flynt, a provokátor | The People vs. Larry Flynt                                | Althea Leasure Flynt                          | Prókai Annamária |
| 1999 | 200 szál cigi             | 200 Cigarettes                                            | Lucy                                          | Hámori Eszter    |
| 1999 | Ember a Holdon            | Man on the Moon                                           | Lynne Margulies                               | Ősi Ildikó       |
| 2000 | Beat                      | Beat                                                      | Joan Vollmer Burroughs                        | Horváth Lili     |
| 2001 |                           | Julie Johnson                                             | Claire                                        |                  |
| 2002 | Csapdában                 | Trapped                                                   | Cheryl                                        | Bertalan Ágnes   |
| 2005 |                           | Trailer for a Remake of Gore Vidal's Caligula (rövidfilm) | Caligula                                      |                  |
| 2011 |                           | Courtney in Wonderland (rövidfilm)                        | önmaga                                        |                  |
| 2018 |                           | JT LeRoy                                                  | Sasha                                         |                  |
| 2021 |                           | The Long Home                                             | Pearl                                         |                  |

### Televízió
| Év   | Magyar cím                  | Eredeti cím                             | Szerep                   | Megjegyzések                   |
| ---- | --------------------------- | --------------------------------------- | ------------------------ | ------------------------------ |
| 2003 |                             | The Osbournes                           | önmaga                   | 1 epizód                       |
| 2005 | Égessük le Pamela Andersont | Comedy Central Roast of Pamela Anderson | önmaga                   |                                |
| 2014 | Kemény motorosok            | Sons of Anarchy                         | Ms. Harrison             | visszatérő szereplő (4 epizód) |
| 2015 |                             | The Hopes                               | Chase Hope               | rövidfilm                      |
| 2015 | Empire                      | Empire                                  | Elle Dallas              | visszatérő szereplő (2 epizód) |
| 2015 | Bosszú                      | Revenge                                 | White Gold               | vendégszereplő (3 epizód)      |
| 2016 |                             | Anna Faris is Unqualified               | önmaga                   | sztárvendég                    |
| 2017 |                             | A Midsummer's Nightmare                 | Titania                  | próbaepizód                    |
| 2018 | RuPaul – Drag Queen leszek! | RuPaul's Drag Race                      | önmaga (vendég zsűritag) | 1 epizód                       |
| 2021 |                             | Bruises of Roses                        | előadó                   | 1 epizód                       |

## Magyarul megjelent művei
- Misaho Kujiradou–D. J. Milkyː Princess Ai; ötlet Courtney Love D. J. Milky, ford. Szeredás Lőrinc; Goodinvest, Bp., 2006–2007
  - 1. Útkeresés; 2006
  - 2. Világosság; 2007
  - 3. Végkifejlet; 2007

## Fordítás
- Ez a szócikk részben vagy egészben  a   Courtney Love című angol Wikipédia-szócikk fordításán alapul.  Az eredeti cikk szerkesztőit annak laptörténete sorolja fel. Ez a jelzés csupán a megfogalmazás eredetét és a szerzői jogokat jelzi, nem szolgál a cikkben szereplő információk forrásmegjelöléseként.